# 賽伊拉·沃西
賽伊拉·沃西（英語：Zaira Wasim，2000年10月23日—）是印度電影女演員，主要演出寶萊塢電影。
出道作品是2016年印度電影《我和我的冠軍女兒》（Dangal）中扮演阿米爾·罕的年幼女兒。該電影在印度及海外均大受歡迎並使其獲得印度國家電影獎最佳女配角獎。
2017年，沃西再度和阿米爾·罕出演電影《隱藏的大明星》（Secret Superstar），飾演一名渴望成為歌手的女孩。沃西憑該片贏得了全國兒童獎傑出成就（National Child Award for Exceptional Achievement）及印度電影觀眾獎影評人最佳女演員獎。
2019年，她宣布因個人信仰因素正式退出影壇。

## 作品列表

### 電影
| 年份 | 片名             | 角色        | 备注 |
| ---- | ---------------- | ----------- | ---- |
| 2016 | 我和我的冠軍女兒 | 少年吉塔    |      |
| 2017 | 隱藏的大明星     | 茵希雅·蒙克 |      |
| 2019 | 天空是粉红色的   | 艾莎 乔杜里 |      |

## 外部連結
- 賽伊拉·沃西在互联网电影资料库（IMDb）上的資料（英文）
- 賽伊拉·沃西的Facebook專頁
- 賽伊拉·沃西的Instagram帳戶